# 紀伝道
紀伝道（きでんどう）とは、大学寮において、歴史（主に中国史）を教えた学科。後に漢文学の学科である文章道（もんじょうどう）と統合して歴史・漢文学の両方を教える学科となり、学科は「紀伝道」・博士は「文章博士」と別々の正式名称を用いて、通称として「紀伝博士」「文章道」という呼び方も用いられた（ただし、統合当時には「紀伝道」「文章道」の呼称はまだ成立していなかったとする説もある）。
ただし、実際には通称に過ぎないとされている「文章道」という呼称が、明治以後には混同されて、文章道が紀伝道を吸収して「文章道」「文章博士」となったという誤った解釈がされていた時期もある。
本項目でも統合以後の記述については、本来の記述に従って学科は「紀伝道」・博士は「文章博士」と記述するものとする。

## 文章道と紀伝道

### 文章博士の設置
初期の大学寮においては儒学を教える明経道が中心とされ、律令を教える明法道と算術を教える算道が実務的な観点からこれを補う構造であったと考えられている。ただし、秀才・進士を選考する際に文選・爾雅から問題が出されていたことが、『令集解』の内容から判明しており、文学なども教育課程には組み込まれていたものと考えられている。
神亀5年7月21日（728年8月30日）に、文学を教える官として明経直講（明経博士の別枠）から1名が割かれて令外官である文章博士（もんじょうのはかせ、正七位下相当）が設置され、2年後の天平2年3月27日（730年4月18日）には文章生（もんじょうのしょう）20名が設置され、更にその中から優秀者2名が文章得業生（もんじょうとくごうしょう）が選出されて文章博士候補生とされた。ただし、当時の大学教育は唐の制度に倣って儒学を教える明経道を中枢に置いて、技術科目である算道を副として置いていたが、官吏登用規定を定めた選叙令においては「秀才・明経・進士・明法」の4種の試験が定められており、明経以外の3科の試験を定めながら実際には機能していなかった（当時の日本には私立学校に相当するものはなかったため、大学寮以外で官吏登用の受験者を育成できる組織・機関は存在しなかったとされている）。そのため、方略策（国家戦略）を論じる秀才と時務策（政策一般）を論じる進士の受験者を育成するために文章博士、明法の受験者を育成するために明法博士が設置されたとされ、大学寮における当初の両博士の立場はあくまでも明経道を補完するものでしかなかったと考えられている。また、文章生も当初はその資格を「白丁雑任の子弟」に限定されて、貴族子弟は明経生、それ以外は文章生という明確な格差が定められていた。逆に言えば才覚が認められれば、下級官人や庶民の子弟でも文章生になることも可能であった。事実において、地方官において最下級の大目の子・春澄善縄が文章生から文章博士を経て参議に昇進しており、弘仁3年（812年）に紀伝博士在任のまま大学助に任命された勇山文継は、その半年前に初めて連の姓を受けていることから、白丁（庶民あるいはそれに近い身分）のまま大学寮に入ってその教官の地位に就いていたものと考えられている。なお、異説として白丁・雑任の子弟に限定されていたのは元来は官人ではなく宮中詩人育成のための学科であったとする説もある。また、「文章道」の名も通称に過ぎなかったあるいはそうした名称すら無かったと言われている（そもそも大学寮において学科の名称が公式に採用されたのは、遥か後世の貞観年間（明文化された初出を『貞観式』とする）説もあり、これを採用すれば「文章科」というものはあっても「文章道」は存在しなかったことになる）。
天平7年（735年）に遣唐使として渡って帰国した吉備真備が唐より中国正史をまとまった形で持ち帰った（吉備大臣三史櫃）のを機に文章博士が歴史をも合わせて講義することになった。中国正史は紀伝体で書かれていたことから、「紀伝」とも呼ばれそれが歴史（学）の代名詞となった。

### 紀伝博士の設置と統合
その後、中国正史の知識が公文書作成や一種の政治学として重んじられたこともあり、歴史を学ぶために文章科（文章道）を希望する者の後が絶たず、本来の文章博士が専門とする文学の講義が滞るようになった。このため、大同3年2月4日（808年3月4日）に再度明経直講より1名を割いて独立した官として紀伝博士（きでんはかせ、正七位下相当）が設置され、その下に学生として紀伝得業生（きでんとくごうしょう）及び紀伝生（きでんのしょう）が置かれたのである。これが通称としての「紀伝道」の成立である（ただし、『皇代記』には延暦24年（805年）6月に「紀伝儒者始」があったと記されており、紀伝博士成立以前に紀伝を担当する専門教員が置かれていた可能性がある）。紀伝道では中国正史や『文選』などの講義が行われていた。ところが、律令政治の変質とともに貴族・官人社会において求められるのは、実務文章の作成能力よりも漢詩などの文学文章の作成能力に移るようになっていった。特に嵯峨天皇は文学を重んじて『凌雲集』・『経国集』・『文華秀麗集』の三勅撰漢詩集が編纂され、漢詩作成のために必要な漢文学教育の基礎を中国正史由来の史学教育に求めた。このため、弘仁12年（821年）には文章博士は相当官位を従五位下に引き上げられた。これは博士の中で筆頭とされた明経博士よりも上位であり、かつ博士中唯一の貴族相当の位階であった。このような情勢の中で、弘仁11年11月15日（820年12月23日）の太政官符では、従来の方針を一転して「良家（公卿）子弟」のみに限定する規定が定められた。これは両科統合後の天長4年（827年）文章博士都腹赤の上奏（『本朝文粋』、ただし腹赤は2年前に没しており、生前に行われたものか）によって撤廃されたものの、貴族子弟の文章生採用が事実上認められたために白丁文章生は貴族文章生によって圧迫を受けるようになり、本来は正規外に中下級身分からの人材登用の役目を担っていた紀伝・文章生が貴族子弟によって独占されて、文章博士以下の世襲が進行するきっかけとなった。また、紀伝道に求められるものも、天皇や公卿からも強い関心を抱かれていた漢詩などの文学の材料としての歴史的知識に移るようになっていった。このため、紀伝道と文章道の違いが次第に曖昧になっていった。承和元年3月8日（834年4月20日）に紀伝道と文章道（「道」の呼称が未だ成立していなかったとする見解を採るならば、紀伝科と文章科）は統合されることとされた。

### 紀伝道の成立と文章博士
以後、紀伝博士の定員は文章博士の定員に移され（1名→2名）、紀伝得業生・紀伝生もそれぞれ文章得業生・文章生に吸収されて、学科名は「紀伝道（紀伝科）」・博士の号は「文章博士」が採用され、官制上は廃止された文章道（文章科）・紀伝博士はそれぞれ別称・通称的な存在として残されるようになっていった。これは文章博士が紀伝道成立以前からある官である事と「紀伝」を学ぶために設置された官職であった事実との間でバランスを取った結果とも考えられているが、結果的には他の学科が学科名と博士の称号の合致を見ている（明経道＝明経博士、算道＝算博士、明法道では当初律学博士という呼称が用いられたものの後に明法博士と改称された）ことから、明治以後に文章道と紀伝道が別々に存在したのが紀伝道が文章道に併合されたという誤った解釈を流布させる原因となった。
だが、実際には『三代実録』には明経・紀伝がしばし併記して記述され、『日本紀略』の応和4年2月25日（964年4月10日）の講日本紀（後述）において大学寮から「紀伝明経道」学生の出席が命じられた経緯が記されており、この出来事ついて触れた『類聚符宣抄』も同様の記載をしている。また、『類聚符宣抄』に収められた安和2年8月11日（969年9月25日）に出された宣旨にも「紀伝道」という語が明記されている。これに対して「文章道」という言葉を用いた例も全く無い訳ではない（『菅家文章』元慶8年2月25日付の菅原道真奏状の中に書かれた道（学科）の現状についての件の中で用いられた「文章」は文章道という呼称を用いたものとされている）ものの、過渡的なものであり、10世紀に入ると公的な場においては「紀伝道」のみが用いられるようになる。俗称として「文章道」という言葉もまた通用していた可能性はあるものの、「文章道」が公式な学科名として用いられたことは無かったと考えられている。

## 統合以後の紀伝道

### 紀伝道・文章博士における地位の向上
紀伝道の統合期に活躍した文章博士である菅原清公は大学頭を兼務してその発展に貢献し、大学寮の北側に文章院という学舎を設置した。後に菅原氏は清公・是善・道真・淳茂の4代の文章博士を輩出し、文章院は大学直曹（公認寄宿舎）としての地位を得るに至った（これに対抗するために設置されたのが大学別曹と言われている）。教科書としては歴史からは「三史」と呼ばれた『史記』・『漢書』・『後漢書』と文学からは『文選』を中心として、『三国志』・『晋書』・『爾雅』などが用いられていた。また、後に講日本紀（『日本書紀』の講義）に文章博士や紀伝学生（文章生）も関わっている（特に元慶講日本紀を受講して後に「日本書紀私記」をまとめたとされる矢田部名実（擬文章生、後に大内記）などは良く知られている）ことや国史編纂に関与した撰国史所の職員に紀伝学生が加わっていることから、『日本書紀』以下の「六国史」に関する講義も行われていたと考えられている。
貞観年間までに文章博士2名、文章生20名（うち文章得業生2名）、擬文章生20名（文章生の予備生）という構成となり、それでも学問が成就して文章博士になれば貴族に達するために志願者数が絶えず、そのために試験制度が導入され、まず大学寮の寮試にて中国正史より問題を出題して擬文章生を選抜した。続いて擬文章生及び蔭位の対象者、宣旨などで特に許された者に対して式部省が直接行う省試にて詩賦を課し、それに合格することにより初めて文章生になった（記録では極稀に文章得業生に抜擢された例もある）。文章生の中でも優秀者は給料学生と呼ばれて穀倉院より学問料が支給された。文章得業生は定員が少なく、しかも給料学生が優先的に選ばれる慣例であったため、長く文章生であった学生は中途で教官の推挙を受けて学業を終える以前に官職に任じられることもあった。文章得業生が一定年限（3・5・7年目など）を経て秀才試（方策試・対策とも）を受験して方略策2条を作成した。及第者は次の除目で京官に任じられた他、将来的には文章博士への道も開かれた。なお、この過程で進士試が廃されて正式な官吏登用試験としては秀才試のみが行われるようになり、秀才は文章得業生の、同じく進士は文章生の別名となっていった。
やがて、文章博士経験者が従来の明経博士経験者に代わって大学頭・侍読・式部大輔などの要職を独占して公卿に昇進する者も登場するようになり、明経道が管轄する儒学に関する事柄にも文章道が関与することもあった。また、紀伝博士が行っていた紀伝勘文の作成も文章博士が引き継いでいる。

### 紀伝道の形骸化
しかし、前述の菅原氏や大江氏など優秀な学者を代々輩出した一族や給料学生以外の学生でも勧学院より同じような学問料が支給された藤原氏（主として北家日野流・南家・式家）などによる文章博士や文章生の世襲や文章博士による門人の推挙による一種の学閥化の風潮が次第に見られるようになった。また、文章生や文章得業生も難関である秀才試を受験するよりも、前述のように教官の推挙を受けて官職を得る選択をするようになった。そのために試験も次第に形式的なものとなり、天元2年（979年）に方略試を受けた大江匡衡は、事前に出題博士であった菅原文時から問題の出題箇所の通告を受けた（『江談抄』）とされ、更には11世紀に入ると十上制（一定回数試験を受けても合格できなかった者に対して特別に合格を認める制度）さえ導入されるようになっていった。加えて試験を受ける学生と特定の有力貴族が通じて、学生側から有力者への利益供与などと引換にその権力を背景に省試や秀才試合格を得ようとする例も見られるようになった。『小右記』永延2年12月4日（989年1月14日）及び翌日条によれば、権中納言藤原道長が自らが推挙した甘南備永資が省試に落ちた腹いせに式部少輔橘淑信を強引に捕えて自邸まで引き回したために父親の摂政兼家より一時勘当された事件が記されている。更に『兵範記』には久寿元年（1154年）の省試が、予め関白忠通・左府頼長・新院、そして式部省・大学寮幹部の間で入分（合格）者の枠を配分した後に試験が実施された事実を記しているのである（大幅に時代が下るが、試験が全く形骸化した15世紀に書かれた『桂林遺芳抄』によれば、宣旨分（天皇）2・院御分（上皇・法皇）1・殿下分（摂政・関白）1・省官分（式部大輔・少輔）3・両博士分（文章博士2名）2・判儒分（試験官）3の入分枠が定められていたという）。
更に平安時代中期以後には、遣唐使廃止の影響で中国からの新規の学問風潮の流入が実質上停止されたために、紀伝道発展の要素も絶たれて伝統を固守するだけの学問となり、その結果として文章博士の家による独占・家学化が進んだ。これによって、博士職を世襲する家以外から文章博士が登用される事は無くなり、博士達はそれぞれの家に家塾を設けて教育するようになった。このため、紀伝道・文章博士そのものは幕末まで続くが、教育学科としての実態が存在していたのは平安時代末期までであったと考えられている。